# 명물열전
명물열전은 매주 월요일 오전 8시 25분에 아침마당에서 방송된 텔레비전 프로그램이다.

## 기획 의도
별난 재주와 감동적 사연을 들어보는 텔레비전 프로그램이다.

## 방송 회차

### 2011년
| 회차 | 방송일    | 제목 (원제)                                        |
| ---- | --------- | -------------------------------------------------- |
| 1    | 1월 31일  | 설날 기획 고향에서 온 편지                         |
| 2    | 2월 7일   | 명절 스트레스 훌훌 터는 법                         |
| 3    | 2월 14일  | 어디서 들어봤더라?                                 |
| 4    | 2월 21일  | 아줌마가 간다                                      |
| 5    | 2월 28일  | TV 덕분에 떴어요                                   |
| 6    | 3월 7일   | 아주 특별한 수업                                   |
| 7    | 3월 14일  | 척 보면 압니다                                     |
| 8    | 3월 21일  | 오늘 날씨 어때요?                                  |
| 9    | 3월 28일  | 우리 동네 슈퍼스타                                 |
| 10   | 4월 4일   | 우리 고장으로 오세요                               |
| 11   | 4월 11일  | 그 머리 어디서 했어요?                             |
| 12   | 4월 18일  | 스타의 밥상                                        |
| 13   | 4월 25일  | 고속도로 신바람 스타                               |
| 14   | 5월 2일   | 신동 열전                                          |
| 15   | 5월 9일   | 20주년 특집, 아침마당에서 할 말 있어요             |
| 16   | 5월 23일  | 내 몸매가 어때서                                   |
| 17   | 5월 30일  | 호적은 94세! 몸은 44세!                            |
| 18   | 6월 6일   | 나를 살리는 기적의 밥상                            |
| 19   | 6월 13일  | 다이어트 성공 3인방의 비법 대 공개                 |
| 20   | 6월 20일  | 인기 민요 강사 3인의 당신의 화를 풀어드립니다      |
| 21   | 6월 27일  | 인상 전문가 3인의 복 있는 얼굴 만들기 비법 대 공개 |
| 22   | 7월 4일   | 몸을 살리는 비법 요리 대 공개                      |
| 23   | 7월 11일  | 죽음의 문턱에서 나를 살린 당신                     |
| 24   | 7월 18일  | 나를 살린 기적의 108배                             |
| 25   | 7월 25일  | 동안 전문가 3인의 10년 젊어지는 비법 대공개        |
| 26   | 8월 1일   | 칠순 몸짱들의 거꾸로 나이 먹는 비법                |
| 27   | 8월 8일   | 나를 살린 기적의 음식                              |
| 28   | 8월 22일  | 둘이라서 행복해요                                  |
| 29   | 8월 29일  | 나는야 대한민국 스타 노래 강사                     |
| 30   | 9월 5일   | 대한민국 대표 신동, 다 모여라!                     |
| 31   | 9월 19일  | 대한민국 중매의 달인 3인방이 떴다!                 |
| 32   | 9월 26일  | 식초와 사랑에 빠졌어요                             |
| 33   | 10월 3일  | 나라는 달라도 우리는 천생연분                      |
| 34   | 10월 17일 | 내 몸을 살리는 북한 건강 요리 대 공개              |
| 35   | 10월 24일 | 인생 역전의 주인공들을 소개합니다                  |
| 36   | 10월 31일 | 탈북 한의사 3인이 전하는 건강 비법 대 공개         |
| 37   | 11월 7일  | 학력 불문, 나이 불문! 20대 성공 CEO들              |
| 38   | 11월 14일 | 꿈 전문가 3인이 꿈에 대한 비밀을 알려 드립니다     |
| 39   | 11월 21일 | 현미로 되찾은 인생                                 |
| 40   | 11월 28일 | 당신 밖에 난 몰라 - 금슬 좋은 우리 부부            |

### 2013년
| 회차 | 방송일    | 제목 (원제)                                            |
| ---- | --------- | ------------------------------------------------------ |
|      | 1월 7일   | 어머니의 손맛을 그대로~ 우리집 '내림 요리'             |
|      | 1월 14일  | 따로 또 같이~! 쌍둥이는 내 운명                        |
|      | 1월 21일  | 어디에 쓰는 물건인고?! 기상천외 발명왕                 |
|      | 1월 28일  | 손맛이 빚어낸 예술~ 5인 5색 수타왕!                    |
|      | 2월 4일   | 모여라! 놀라운 신동                                    |
|      | 2월 11일  | 돌아서면 그리워라~ 내 고향집                           |
|      | 2월 18일  | 앗! 진짜? 별난이름 총출동                              |
|      | 2월 25일  | 이번엔 뭘 딸까? 나는 자격증왕이다!                     |
|      | 3월 4일   | 인생은 80세부터! 아직 청춘이라오                       |
|      | 3월 11일  | 누나에서 아내로~! 연하남편과 알콩달콩                  |
|      | 3월 18일  |                                                        |
|      | 3월 25일  | 독특한 목소리! 이제 경쟁력이에요                       |
|      | 4월 1일   | 내겐 참 멋진 당신! 2013년 미녀와 야수                  |
|      | 4월 8일   | 스타와 닮은 외모! 내 인생도 반짝반짝                   |
|      | 4월 15일  | 아이 러브 코리아! 매력 만점, 별난 직업의 외국인들      |
|      | 4월 22일  | 아줌마 사장님들의 소자본 창업 비법, 대공개!!!          |
|      | 4월 29일  | 짝을 찾아드립니다 - 각양각색, 중매 도사들              |
|      | 5월 6일   | 살림의 여왕들에겐 뭔가 특별한 것이 있다!!              |
|      | 5월 13일  | 허리 통증을 이겨낸 나만의 별난 건강법                  |
|      | 5월 20일  | 저는 이렇게 살 뺐어요 - 효과만점, 다이어트 식단        |
|      | 5월 27일  | 우리는 음악 신동 4인방!                                |
|      | 6월 3일   | 내 나이가 궁금하세요? - 동안으로 젊게 사는 법          |
|      | 6월 10일  | 유방암, 그 후 새로운 인생을 시작하다                   |
|      | 6월 17일  | 소문난 원앙 부부들 - 당신이 있어 행복합니다            |
|      | 6월 24일  | 아이러브 댄스 내가 춤에 빠진 이유                      |
|      | 7월 1일   | 황혼, 가르치는 즐거움 - 할아버지 할머니 강사님들       |
|      | 7월 8일   | 요리사 3인방의 더위를 이기는 여름밥상                  |
|      | 7월 15일  | 반짝반짝 샛별들 아역스타 4인방                         |
|      | 7월 22일  | 대한민국 보험왕들의 영업 비법 대공개!!                 |
|      | 7월 29일  | 나이를 거꾸로 먹는다 - 몸짱 4인방의 운동 예찬          |
|      | 8월 5일   | 빛나는 스타 뒤엔 우리가 있다 - 연예인 매니저로 사는 법 |
|      | 8월 12일  | "매진 임박입니다" 쇼핑 호스트 전성시대                 |
|      | 8월 19일  | 그 누가 말릴쏘냐 아줌마 아저씨 열혈팬들                |
|      | 8월 26일  | 춤추는 게 가장 재미있어요 - 댄스 신동 총집합           |
|      | 9월 2일   | 이 목소리 누군지 궁금하셨죠? 개성만점 성우열전         |
|      | 9월 9일   | 트로트에 인생을 건다 - 새내기 트로트 가수들            |
|      | 9월 16일  | 추석 귀성길을 안내합니다 - 교통 전문 리포터 4인방      |
|      | 9월 23일  | 이장님, 우리 이장님                                    |
|      | 9월 30일  | 내 나이가 어때서? 100세 시대 - 즐겁게 사는 법          |
|      | 10월 7일  | 요리하는 의사들의 건강 식단                            |
|      | 10월 14일 | 전통 시장은 내가 지킨다 - 시장의 인기 스타             |
|      | 10월 21일 | 누난 내 여자니까 - 연상연하 부부, 이렇게 살아요        |
|      | 10월 28일 | 1분 안에 청중을 사로잡는다 - 스타 강사들의 강의 비법   |
|      | 11월 4일  | 성공, 내 손안에 있소이다 - 손 기술로 부자가 된 사람들  |
|      | 11월 11일 | 외국인 사위들의 처가살이 별곡                          |
|      | 11월 18일 | 김치 고수 3인방의 "올 김장 이렇게 담그세요"            |
|      | 11월 25일 | 늦둥이 가족의 행복 일기                                |
|      | 12월 2일  | 애견 시장의 뜨는 직업들                                |
|      | 12월 9일  | 인생 후반전 - 내가 찾은 두 번째 직업                   |
|      | 12월 16일 | 가업을 잇고 있는 아들들                                |
|      | 12월 23일 | 우리 동네 살림꾼 부녀회장님을 소개합니다               |
|      | 12월 30일 | 2013년 명물열전 - 다시 만나고 싶은 출연자들            |

### 2014년
| 회차 | 방송일   | 제목 (원제)                                               |
| ---- | -------- | --------------------------------------------------------- |
|      | 1월 6일  | 가족애가 빛난다! 전통시장의 소문난 맛집들                 |
|      | 1월 13일 | 2013년 전국노래자랑 연말결선 진출자들                     |
|      | 1월 20일 | 당신은 나의 동반자 - 같은 길을 걷는 쌍둥이들              |
|      | 1월 27일 | 행복을 향해 달린다 - 개성 만점 택시 기사들                |
|      | 2월 3일  | 내 인생을 변화시킨 다이어트 운동법                        |
|      | 2월 10일 | 아직도 무대는 내 사랑 - 1960년대의 스타 가수들            |
|      | 2월 17일 | 황혼육아시대 - 슈퍼 할배들이 떴다                         |
|      | 2월 24일 | 북한 인기 직종을 주름잡았던 그녀들 - 파란만장 남한 정착기 |
|      | 3월 10일 | 알뜰살뜰, 결혼 시키는 여자들 - 웨딩 업계 3인방            |
|      | 3월 17일 | "한국이 좋아 한국사람 됐어요" - 귀화인들의 한국살이       |
|      | 3월 24일 | 딸아, 힘내라! 엄마가 있다 - 여성 스타의 개성만점 어머니들 |
|      | 3월 31일 | 봄맞이 살림 정리, 이렇게 하세요                           |
|      | 4월 7일  | 그래도, 웃고살자 - 보고 싶은 희극배우들                   |